# Cantó de Vic del Comte
El cantó de Vic del Comte és un cantó francès del departament del Puèi Domat, situat al districte de Clarmont d'Alvèrnia. Té 13 municipis i el cap és Vic del Comte.

## Municipis
- Busséol
- Isserteaux
- Laps
- Manglieu
- Mirefleurs
- Parent
- Pignols
- La Roche-Noire
- Saint-Georges-sur-Allier
- Saint-Maurice
- Sallèdes
- Vic del Comte
- Yronde-et-Buron

## Història
| Data d'elecció                           | Identitat       | Partit           | Qualitat |
| ---------------------------------------- | --------------- | ---------------- | -------- |
| 1961-1992                                | Joseph Planeix  | SFIO, després PS |          |
| 1992-1998                                | Roger Blanc     | UDF              |          |
| 1998-                                    | Roland Blanchet | PS               |          |
| les dades anteriors no són pas conegudes |                 |                  |          |
|                                          |                 |                  |          |

## Demografia
| 1962  | 1968  | 1975  | 1982  | 1990   | 1999   | 2007   |
| ----- | ----- | ----- | ----- | ------ | ------ | ------ |
| 6.328 | 7.121 | 8.163 | 9.692 | 11.197 | 11.752 | 12.986 |